# 리얼TV (TV 프로그램)
리얼TV는 iTV 경인방송에서 방영한 섹션 형식의 르포 프로그램이다.

## 역대 방송시간
| 방송기간                           | 제목 | 방송 시간                         | 방송 분량 |
| ---------------------------------- | --- | --------------------------------- | --------- |
| 1997년 10월 13일 ~ 1998년 1월 2일  | 월: 경찰 24시 화: 생명전선 수: 밀착! 현장 르포 목: 특명! 나쁜 아이들의 아시아 횡단 금: 차이나 스페셜                                                                                                 | 평일 저녁 8:30 ~ 밤 9:00          | 30분      |
| 1998년 1월 5일 ~ 1998년 4월 17일   | 월: 경찰 24시 화: 생명전선 수: 밀착! 현장 르포 목: 특명! 나쁜 아이들의 아시아 횡단 금: 차이나 스페셜                                                                                                 | 평일 밤 9:00 ~ 밤 9:30            | 30분      |
| 1998년 4월 20일 ~ 1999년 1월 12일  | 월: 경찰 24시 화: 생명전선 수: VJ 리포트 목: 나쁜 아이들의 세상보기 (5/2 ~ 9/10) 목: 2002km 휠체어 유럽횡단 새로운 승리를 위하여 (9/17 ~ 11/12) 목: 특급 모험 나쁜 아이들이 달린다! (11/26 ~ 99/4/1) | 매주 월 ~ 목 밤 10:55 ~ 밤 11:25  | 30분      |
| 1999년 1월 18일 ~ 1999년 4월 1일   | 월: 경찰 24시 화: 생명전선 수: VJ 리포트 목: 나쁜 아이들의 세상보기 (5/2 ~ 9/10) 목: 2002km 휠체어 유럽횡단 새로운 승리를 위하여 (9/17 ~ 11/12) 목: 특급 모험 나쁜 아이들이 달린다! (11/26 ~ 99/4/1) | 매주 월 ~ 목 밤 9:30 ~ 밤 10:00   | 30분      |
| 1999년 4월 5일 ~ 1999년 5월 25일   | 월: 경찰 24시 화: 생명전선 (4/5 ~ 5/25) 수: VJ 리포트 (4/5 ~ 5/12) | 매주 월 ~ 수 밤 9:30 ~ 밤 10:00   | 30분      |
| 1999년 5월 20일                    | 안티 미스코리아 | 목요일 밤 9:30 ~ 밤 10:00         | 30분      |
| 1999년 5월 31일 ~ 1999년 9월 1일   | 월: 경찰 24시 화: 타임캡슐 1999 (6/1 ~ 11/30) 수: 웃기는 아이들의 희망 대장정 (6/2 ~ 12/29) | 매주 월 ~ 수 밤 9:30 ~ 밤 10:00   | 30분      |
| 1999년 9월 6일 ~ 1999년 12월 29일  | 월: 경찰 24시 화: 타임캡슐 1999 (6/1 ~ 11/30) 수: 웃기는 아이들의 희망 대장정 (6/2 ~ 12/29) | 매주 월 ~ 수 밤 11:40 ~ 새벽 0:10 | 30분      |
| 2000년 1월 3일 ~ 2000년 6월 12일   | 경찰 24시 | 매주 월요일 밤 11:40 ~ 새벽 0:10  | 30분      |
| 2000년 6월 19일 ~ 2000년 9월 18일  | 경찰 24시 | 매주 월요일 밤 11:55 ~ 새벽 0:25  | 30분      |
| 2000년 9월 25일 ~ 2000년 10월 23일 | 경찰 24시 | 매주 월요일 밤 11:40 ~ 새벽 0:10  | 30분      |
| 2000년 10월 30일 ~ 2001년 1월 29일 | 경찰 24시 | 매주 월요일 밤 10:45 ~ 밤 11:15   | 30분      |
| 2001년 2월 5일 ~ 2001년 3월 25일   | 경찰 24시 | 매주 월요일 밤 10:30 ~ 밤 11:00   | 30분      |
| 2001년 4월 2일 ~ 2002년 4월 1일    | 경찰 24시 | 매주 월요일 밤 11:20 ~ 밤 11:50   | 30분      |
| 2002년 4월 8일 ~ 2002년 5월 27일   | 경찰 24시 | 매주 월요일 밤 10:50 ~ 밤 11:20   | 30분      |
| 2002년 6월 3일 ~ 2002년 6월 24일   | 경찰 24시 | 매주 월요일 밤 11:00 ~ 밤 11:30   | 30분      |
| 2002년 7월 1일 ~ 2002년 7월 8일    | 경찰 24시 | 매주 월요일 밤 10:50 ~ 밤 11:20   | 30분      |
| 2002년 7월 15일 ~ 2002년 10월 28일 | 경찰 24시 | 매주 월요일 밤 10:35 ~ 밤 11:05   | 30분      |
| 2002년 11월 4일 ~ 2003년 1월 27일  | 경찰 24시 | 매주 월요일 밤 11:00 ~ 새벽 0:00  | 1시간     |
| 2003년 2월 3일 ~ 2004년 11월 8일   | 경찰 24시 | 매주 월요일 밤 10:50 ~ 밤 11:50   | 1시간     |